# 羽脉山牵牛
羽脉山牵牛（学名：Thunbergia lutea）为爵床科山牵牛属的植物。分布于喜马拉雅山、锡金以及中国大陆的云南、西藏等地，生长于海拔1,000米至2,500米的地区，多生在林下及灌丛中，目前尚未由人工引种栽培。